# Acropimpla nigrescens
Acropimpla nigrescens là một loài tò vò trong họ Ichneumonidae.